# Bécordel-Bécourt
Bécordel-Bécourt ist eine nordfranzösische Gemeinde mit 154 Einwohnern (Stand 1. Januar 2022) im Département Somme in der Region Hauts-de-France. Die Gemeinde gehört zum Kanton Albert und ist Teil der Communauté de communes du Pays du Coquelicot.

## Geographie
Der Ortsteil Bécordel liegt südlich der Départementsstraße D938 von Albert nach Péronne, drei Kilometer östlich von Albert, der Ortsteil Bécourt rund zwei Kilometer nördlich zwischen Bécordel und La Boisselle (Gemeinde Ovillers-la-Boisselle).

## Geschichte
Bécourt wird 1278 erstmals genannt, Bécordel 1363. 
Die Gemeinde, die im Juli 1916 während der Schlacht an der Somme zerstört, nach dem Ersten Weltkrieg aber wieder aufgebaut wurde, erhielt als Auszeichnung das Croix de guerre 1914–1918.

## Einwohner
| 1962 | 1968 | 1975 | 1982 | 1990 | 1999 | 2006 | 2010 |
| ---- | ---- | ---- | ---- | ---- | ---- | ---- | ---- |
| 147  | 146  | 144  | 142  | 139  | 122  | 171  | 164  |

## Verwaltung
Bürgermeister (maire) ist seit 2008 Dominique Devillers.	

## Sehenswürdigkeiten

Kirche Saint-Vaast

- Das Schloss von Bécourt mit seiner Kapelle und Park.
- Die nach Kriegszerstörung 1925 wieder aufgebaute Kirche Saint-Vaast.
- Drei britische Soldatenfriedhöfe.